# Мехур убица
Мехур убица (енгл. The Blob) амерички је научнофантастични хорор филм из 1958. године, редитеља Ирвина Јаворта, са Стивом Маквином, Анетом Корсаут и Ерлом Роуом у главним улогама. Сценарио су написале Кеј Линакер и Теодора Сајмонсон по причи Ирвинга Милгејта. Радња се фокусира на становнике малог насеља у Пенсилванији, који постају жртве ванземаљског облика живота у форми амебе, који се нагло шири и прождире људе.
Филм је премијерно приказан 10. септембра 1958, у дистрибуцији продукцијске куће Парамаунт пикчерс, као двоструко остварење заједно са филмом Удала сам се за чудовиште из свемира. Добио је претежно позитивне критике и остварио велики комерцијални успех.
Године 1972. снимљен је наставак под насловом Мехур убица 2: Чувај се!, а поред тога филм је добио и истоимени римејк из 1988.

## Радња
У мало рурално насеље Пенсилваније са неба пада метеорит из ког излази мали црвени мехор, који убрзо почиње да се шири и гута становнике насеља. Људи безнадежно покушавају да побегну док двоје тинејџера, Стив Ендруз и Џејн Мартин, случајно откривају слабу тачку бића — хладноћа...

## Улоге
| Глумац        | Улога                  |
| ------------- | ---------------------- |
| Стив Маквин   | Стив Ендруз            |
| Анета Корсаут | Џејн Мартин            |
| Ерл Роу       | поручник Дејв Бартон   |
| Олин Хауланд  | старац Барни           |
| Стивен Чејс   | др Т. Хален            |
| Џон Бенсон    | наредник Џим Берт      |
| Џорџ Карас    | полицајац Ричи         |
| Ли Пајтон     | медицинска сестра Кејт |
| Елберт Смит   | Хенри Смит             |
| Хју Грејам    | господин Ендруз        |
| Винс Барби    | власник кафеа Џорџ     |
| Одри Меткалф  | Елизабет Мартин        |
| Елинор Хамер  | госпођа Потер          |
| Џули Казнс    | конобарица Сали        |
| Кит Алмони    | Дени Мартин            |
| Роберт Филдс  | Тони Гресете           |
| Џејмс Бонет   | „Муч” Милер            |